# Piramide (potatura)
La piramide è una forma di allevamento in volume adottata tradizionalmente per alcune specie di alberi da frutto, in particolare il pero. Si prestava in modo particolare all'allevamento dei peri innestati su franco, caratterizzati da una particolare vigoria.

## Conformazione
Lo scheletro è composto da un fusto verticale non tronco, che termina in una freccia sovrastante la chioma. Le branche primarie sono inserite a spirale lungo l'asse oppure in palchi sovrapposti, hanno un'inclinazione di circa 45° e una lunghezza dell'ordine di un terzo rispetto alla distanza che intercorre tra l'inserzione e la sommità della freccia. Questa conformazione conferisce alla chioma un profilo conico.

## Caratteri agronomici
Il sesto d'impianto, per lo sviluppo in volume delle piante, è piuttosto ampio, con distanze di 5-6 metri sulla fila e di 5-7 metri tra le file, con una densità di 240-400 piante ad ettaro. L'altezza varia in funzione della vigoria delle piante e delle tradizioni locali, ma è comunque piuttosto alta rispetto ai canoni della frutticoltura moderna.
Come altre forme d'allevamento classiche, la piramide tradizionale è stata progressivamente sostituita dalle forme in parete e da forme a fuso libero, adatte a sfruttare meglio la produttività potenziale del terreno, a ridurre la durata della fase d'allevamento e a contenere i costi della potatura e della raccolta. 

## Varianti
Varianti della piramide tradizionale sono lo spindelbush, il fuso e il fusetto.
Lo Spindelbusch è una forma tradizionalmente adottata per l'allevamento del melo e di forme poco vigorose del pero (es. pero innestato su cotogno) nell'Europa centro-settentrionale. A differenza della piramide propriamente detta, lo Spindelbusch presenta le branche inserite orizzontalmente.
Il fuso tradizionale è una forma abbastanza simile alla piramide, ma prevedeva una minore lunghezza delle branche primarie e, quindi adatta a sesti d'impianto più stretti. Era adottato in particolare per il pero innestato sul cotogno.
Il fusetto rappresenta la naturale evoluzione della piramide. Consiste in una forma libera, allevata a tutta freccia, con uno sviluppo più contenuto in altezza e con una minore lunghezza delle branche primarie, senza una rigida geometria. Adottato soprattutto per l'allevamento del pesco, in alternativa alle forme a vaso e a palmetta, e del melo, dopo la diffusione di portinnesti clonali. In sostanza permette l'adozione di sesti d'impianto piuttosto stretti e, quindi, elevate densità.
In olivicoltura, una forma riconducibile alla piramide è il monocono.